# Катумская овца

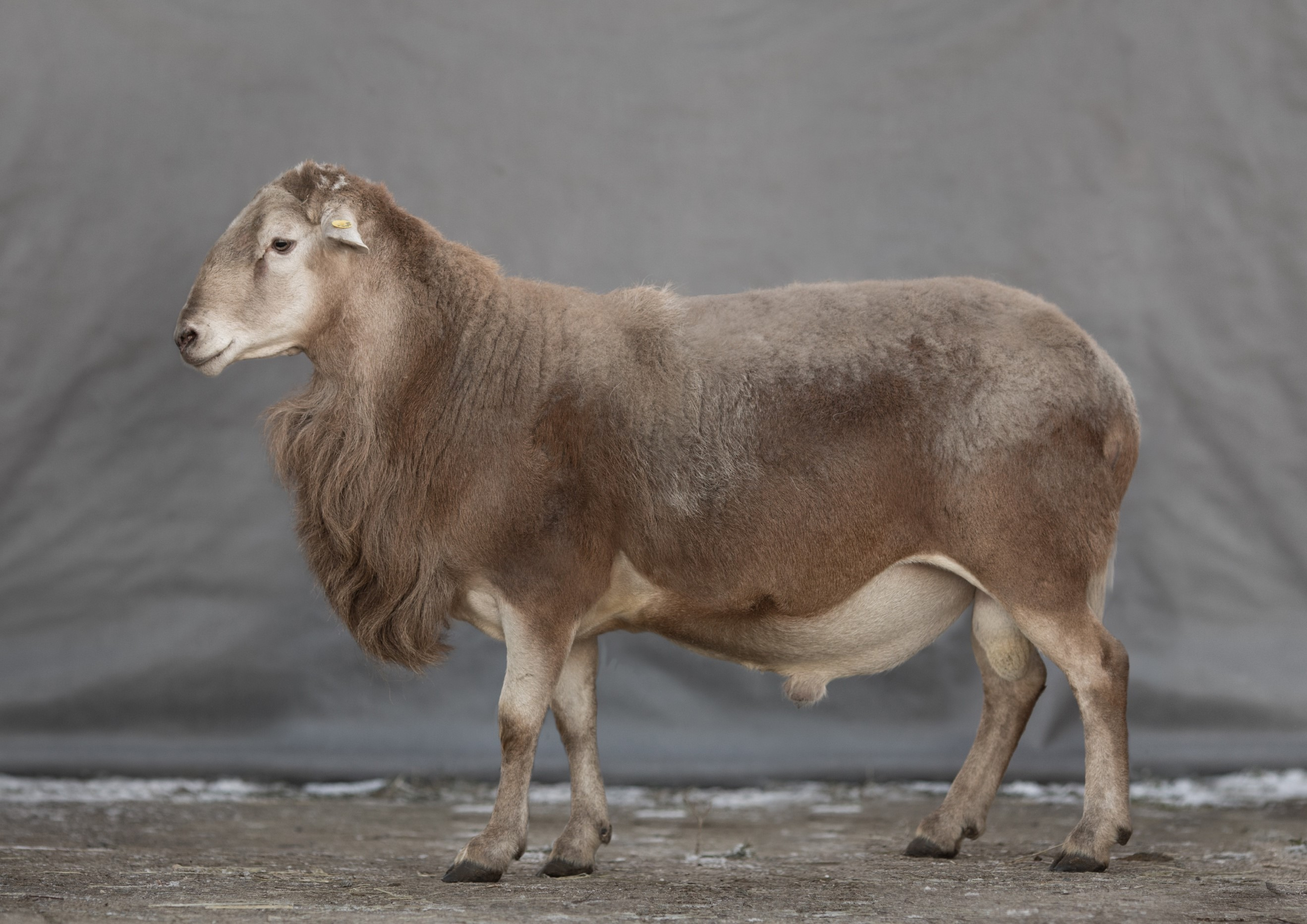
Катумский баран

Катумская (лат. Katumas ovis aries) — порода гладкошёрстных овец мясного направления продуктивности.

## История
Выведена в XXI веке (первое упоминание — 2013 год) в СХП «Катумы» Всеволожского района Ленинградской области путём поглощающего (преобразовательного) скрещивания. Работы проводились фермером Лебедем Олегом Станиславовичем. Основной целью проведения всех работ — получение гладкошёрстной (не требующей стрижки) овцы с высоким выходом мяса. Названа по месту первоначального выведения — местечко Катумы Всеволожского района Ленинградской области.

## Характеристика
Катумские гладкошерстные мясные овцы крупные, мясного типа с быстрым нагулом, имеют крепкую конституцию, средний рост, прочный костяк, развитую мускулатуру, широкую и глубокую грудь, средний хвост, комолую голову. 
Вес баранов до 110 кг, маток до 80 кг. Выход ягнят — до 220 на 100 овцематок (двойни и тройни являются нормой). Ягнята имеют высокий темп роста и быстро набирают вес. Ярки и баранчики имеют раннее половое созревание и долго остаются репродуктивными, не подвержены болезням копыт, инфекционным и инвазионным заболеваниям, имеют общую высокую жизнестойкость — могут переносить зиму с любыми морозами под навесом, защищённом от прямого попадания дождя и снега, оборудованного подогреваемыми поилками (теплая вода в морозы сохраняет энергию животного и сокращает расход кормов на 30 %). 
Овцы очень спокойные, послушные, флегматичные, могут жить без вольера. Взрослые животные могут поддерживать вес на скудных кормах. Овцы имеют палевую, светло-рыжую окраску с различными вариациями некрупных белых и темно-рыжих пятен. Их отличительной особенностью является то, что волосяной покров в основном состоит из волос, и только в холодное время появляется подшерсток, который с наступлением теплого времени линяет, поэтому овцы не требуют стрижки, теплый зимний подшерсток вылинивает весной. Главной отличительной особенностью (отличием) является — мясо мягкого вкуса, без специфического мускусного привкуса, постное, похожее на телятину. В готовом виде мясо можно есть горячим и холодным, имеет желательный состав жирных кислот. В блюдах мясо может заменить говядину и свинину. Вкусовые качества мяса не меняются с возрастом животного. Основное хозяйственное и экономическое значение катумских овец — продуктивность мясная.

## Распространение
Катумских овец разводят во Всеволожском, Бокситогорском, Приозерском районах Ленинградской области. Порода получила повсеместное распространение на Северо-Западе и в центральных областях России. Ценное маточное племенное поголовье содержится на территории СХП в племенном хозяйстве «Катумы», расположенном в Ленинградской области РФ. 